# Courtney Okolo
Courtney Okolo (* 15. März 1994 in Dallas, Texas) ist eine US-amerikanische Leichtathletin, die sich auf den 400-Meter-Lauf spezialisiert hat.

## Sportliche Laufbahn
Erste Erfolge als Läuferin feierte Okolo in der High School bei einigen Staatsmeisterschaften. Sie trat hier für die Carrollton Newman Smith High School an.
Im College startete sie für die Texas Longhorns. 2013 erreichte sie bei den landesweiten NCAA Freiluftmeisterschaften den vierten Platz. Im nächsten Jahr konnte sie bereits das Double (400 Meter Einzel und Staffel) gewinnen. Zum Ende des Jahres stellte sie beim Big12 Event einen neuen NCAA Rekord über 400 Meter mit einer Zeit von 50,03 s auf. Diesen Rekord brach sie zwei Jahre im April 2016 beim LSU Alumni Gold Meet in einer Zeit von 49,71 s.
2015 gewann sie sowohl die Staffel als auch das Einzelrennen über 400 Meter bei den NCAA Hallenmeisterschaften. Im Folgejahr konnte sie sogar alle 4 Bewerbe (sowohl Halle als auch Freiluft) bei den NCAA Meisterschaften gewinnen.
2016 gelang ihr erstmals der Einzug ins 400-Meter-Finale bei den US-Meisterschaften. Mit einem sechsten Platz in 50,39 s blieb ihr zwar eine Nominierung für die 400-Meter-Distanz bei den Olympischen Spielen 2016 verwehrt, sie wurde jedoch Teil der 4-mal-400-Meter-Staffel. Mit dieser konnte sie dann in Rio de Janeiro ihren bisher größten internationalen Erfolg, den Gewinn von Staffelolympiagold mit Natasha Hastings, Phyllis Francis und Allyson Felix feiern.
Bei den US-Freiluftmeisterschaften 2017 erreichte sie das Finale über die 400-Meter-Strecke, wurde dort aber nur Achte und konnte sich so auch nicht für die Staffelwettbewerb bei den Weltmeisterschaften in London qualifizieren. Mit zwei zweiten Plätzen bei Wettkämpfen in Paris und London – darunter einer Saisonbestleistung von 50,23 s – sicherte sie sich aber eine Startplatz im Finale der Diamond League. Bei diesem in Brüssel stattfindenden Meeting wurde sie mit 50,91 s Dritte.

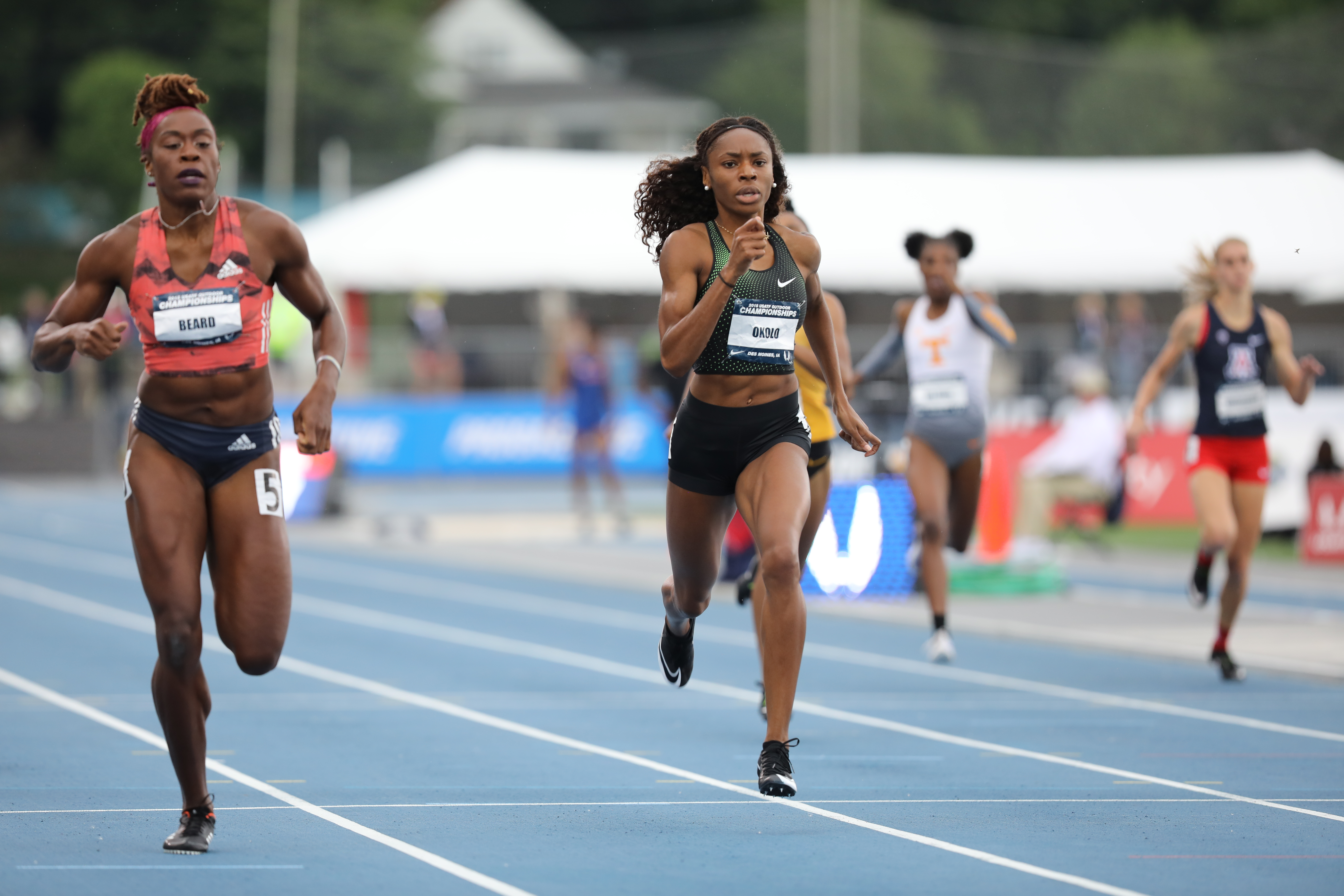
Okolo (Mitte) bei den US-Meisterschaften 2018

2018, mangels Weltmeisterschaften oder Olympischen Spielen einem Jahr ohne klaren internationalen Höhepunkt, startete sie – nach einer erfolgreichen Hallensaison mit Gewinn der US-Hallenmeisterschaften und Doppelgold bei den Hallenweltmeisterschaften in Birmingham über 400 Meter und mit der Staffel – bei zahlreichen Meetings der Diamond League. Nachdem es ihr weder in Eugene, Oslo noch Stockholm gelungen war, unter 51 Sekunden zu laufen, wurde sie mit einer Saisonbestleistung von 50,65 s Vierte bei den US-Meisterschaften. Danach folgten in Paris und Lausanne weitere hintere Plätze in Diamond-League-Rennen. Erst mit einem dritten Platz in 50,93 s in London qualifizierte sie sich für das Diamond-League-Finale in Brüssel. Dort belegte sie mit 52,18 s den siebten Platz.
2019 wurde sie mit 50,86 s wie schon im Vorjahr Vierte über 400 Meter bei den US-Meisterschaften und verpasste damit abermals knapp die Qualifikation für einen Einzelstart bei Weltmeisterschaften. Bei den Panamerikanischen Spielen in Lima gewann sie mit 51,22 s die Bronzemedaille über 400 Meter sowie Gold mit der 4-mal-400-Meter-Staffel.